# Femhannet pil
Femhannet Pil (Salix pentandra) er en stor busk eller et lille træ på 6-10 meter med blanke blade. Den vokser langs søer og vandløb og på fugtige enge og i moser. Han-blomsten har normalt 5 støvdragere.

## Beskrivelse
Blomstrer ved løvspring i maj-juni, hvor den søges af mange slags insekter. Hunraklerne med den hvide frøuld bliver siddende langt ind i vinteren.

## Voksested
Femhannet Pil trives bedst på fugtig næringsrig bund med en del muld.
I Danmark er den almindelig i det meste af landet langs søer, vandløb, fugtige enge og i moser.

## Anvendelse
Den er egnet som kantplante i skovbryn og vildtplantninger på fugtig jord. Femhannet Pil tåler som alle pile beskæring godt. Den er lyskrævende og tåler vind og frost.
De tørre frø ædes af fugle.
| Portal | Portal:Botanik |